# Örjan Högberg
Örjan Högberg, född 30 juni 1953 i Stockholm, är en svensk musiker och kompositör.
Under sitt liv han varit verksam i olika symfonietter och är medlem i Fläskkvartetten som bildades år 1985.